# Saxifraga willkommiana
Saxifraga willkommiana är en stenbräckeväxtart. Saxifraga willkommiana ingår i Bräckesläktet som ingår i familjen stenbräckeväxter.

## Underarter
Arten delas in i följande underarter:
- S. w. almanzorii
- S. w. caballeroi
- S. w. willkommiana